# California Filmes
California Filmes é uma distribuidora de filmes fundada em 1991. Atualmente está sediada na Vila Olímpia, São Paulo.

## Histórico
Em 2017 foi a distribuidora com mais filmes indicados ao Prêmio César. Em dezembro de 2019 inciou uma parceria com o serviço streaming KinoPop para a distribuição de filmes.
Em 2020, após iniciar uma parceria com a Telecine, promoveu a "Telecine Sessão Fique em Casa", devido ao início da pandemia de COVID-19 no mesmo ano. No mesmo ano, lançou junto com a Sofa Digital, o Pura Adrenalina, serviço VOD com filmes de ação para a Apple. Também em associação com o Sofa Digital, possui o Adrenalina Freezone, focado em produções dubladas de ação e horror. Em 2020 foi uma das distribuidoras de cinema apoiadoras do Festival Varilux de Cinema Francês.
Ainda em 2021, iniciou uma parceria com a Versátil Home Vídeo e lançou no Brasil em blu-ray The House That Jack Built (bra: A Casa que Jack Construiu). Posteriormente, iniciou a pré-venda de dez filmes em DVDs e mais oito blu-rays em edições limitadas e definitivas: Jagten (bra: A Caça), The Homesman (bra: Dívida de Honra), The Father (bra: Meu Pai), Bone Tomahawk (bra: Rastro de Maldade), Été 85 (bra/prt: Verão de 85), J'accuse (bra: O Oficial e o Espião), Gokseong (bra: O Lamento) e Nymphomaniac (bra/prt: Ninfomaníaca) também pela Versátil.